# 1797
Portal Geschichte | Portal Biografien | Aktuelle Ereignisse | Jahreskalender | Tagesartikel

◄ |
17. Jahrhundert |
18. Jahrhundert
| 19. Jahrhundert | ►

◄ |
1760er |
1770er |
1780er |
1790er
| 1800er | 1810er | 1820er | ►

◄◄ |
◄ |
1793 |
1794 |
1795 |
1796 |
1797
| 1798 | 1799 | 1800 | 1801 | ► | ►►
Staatsoberhäupter  · Nekrolog  · Literaturjahr · Musikjahr
| Januar | Januar | Januar | Januar | Januar | Januar | Januar | Januar |
| Kw     | Mo     | Di     | Mi     | Do     | Fr     | Sa     | So     |
| ------ | ------ | ------ | ------ | ------ | ------ | ------ | ------ |
| 52     |        |        |        |        |        |        | 1      |
| 1      | 2      | 3      | 4      | 5      | 6      | 7      | 8      |
| 2      | 9      | 10     | 11     | 12     | 13     | 14     | 15     |
| 3      | 16     | 17     | 18     | 19     | 20     | 21     | 22     |
| 4      | 23     | 24     | 25     | 26     | 27     | 28     | 29     |
| 5      | 30     | 31     |        |        |        |        |        |

| Februar | Februar | Februar | Februar | Februar | Februar | Februar | Februar |
| Kw      | Mo      | Di      | Mi      | Do      | Fr      | Sa      | So      |
| ------- | ------- | ------- | ------- | ------- | ------- | ------- | ------- |
| 5       |         |         | 1       | 2       | 3       | 4       | 5       |
| 6       | 6       | 7       | 8       | 9       | 10      | 11      | 12      |
| 7       | 13      | 14      | 15      | 16      | 17      | 18      | 19      |
| 8       | 20      | 21      | 22      | 23      | 24      | 25      | 26      |
| 9       | 27      | 28      |         |         |         |         |         |

| März | März | März | März | März | März | März | März |
| Kw   | Mo   | Di   | Mi   | Do   | Fr   | Sa   | So   |
| ---- | ---- | ---- | ---- | ---- | ---- | ---- | ---- |
| 9    |      |      | 1    | 2    | 3    | 4    | 5    |
| 10   | 6    | 7    | 8    | 9    | 10   | 11   | 12   |
| 11   | 13   | 14   | 15   | 16   | 17   | 18   | 19   |
| 12   | 20   | 21   | 22   | 23   | 24   | 25   | 26   |
| 13   | 27   | 28   | 29   | 30   | 31   |      |      |

| April | April | April | April | April | April | April | April |
| Kw    | Mo    | Di    | Mi    | Do    | Fr    | Sa    | So    |
| ----- | ----- | ----- | ----- | ----- | ----- | ----- | ----- |
| 13    |       |       |       |       |       | 1     | 2     |
| 14    | 3     | 4     | 5     | 6     | 7     | 8     | 9     |
| 15    | 10    | 11    | 12    | 13    | 14    | 15    | 16    |
| 16    | 17    | 18    | 19    | 20    | 21    | 22    | 23    |
| 17    | 24    | 25    | 26    | 27    | 28    | 29    | 30    |

| Mai | Mai | Mai | Mai | Mai | Mai | Mai | Mai |
| Kw  | Mo  | Di  | Mi  | Do  | Fr  | Sa  | So  |
| --- | --- | --- | --- | --- | --- | --- | --- |
| 18  | 1   | 2   | 3   | 4   | 5   | 6   | 7   |
| 19  | 8   | 9   | 10  | 11  | 12  | 13  | 14  |
| 20  | 15  | 16  | 17  | 18  | 19  | 20  | 21  |
| 21  | 22  | 23  | 24  | 25  | 26  | 27  | 28  |
| 22  | 29  | 30  | 31  |     |     |     |     |

| Juni | Juni | Juni | Juni | Juni | Juni | Juni | Juni |
| Kw   | Mo   | Di   | Mi   | Do   | Fr   | Sa   | So   |
| ---- | ---- | ---- | ---- | ---- | ---- | ---- | ---- |
| 22   |      |      |      | 1    | 2    | 3    | 4    |
| 23   | 5    | 6    | 7    | 8    | 9    | 10   | 11   |
| 24   | 12   | 13   | 14   | 15   | 16   | 17   | 18   |
| 25   | 19   | 20   | 21   | 22   | 23   | 24   | 25   |
| 26   | 26   | 27   | 28   | 29   | 30   |      |      |

| Juli | Juli | Juli | Juli | Juli | Juli | Juli | Juli |
| Kw   | Mo   | Di   | Mi   | Do   | Fr   | Sa   | So   |
| ---- | ---- | ---- | ---- | ---- | ---- | ---- | ---- |
| 26   |      |      |      |      |      | 1    | 2    |
| 27   | 3    | 4    | 5    | 6    | 7    | 8    | 9    |
| 28   | 10   | 11   | 12   | 13   | 14   | 15   | 16   |
| 29   | 17   | 18   | 19   | 20   | 21   | 22   | 23   |
| 30   | 24   | 25   | 26   | 27   | 28   | 29   | 30   |
| 31   | 31   |      |      |      |      |      |      |

| August | August | August | August | August | August | August | August |
| Kw     | Mo     | Di     | Mi     | Do     | Fr     | Sa     | So     |
| ------ | ------ | ------ | ------ | ------ | ------ | ------ | ------ |
| 31     |        | 1      | 2      | 3      | 4      | 5      | 6      |
| 32     | 7      | 8      | 9      | 10     | 11     | 12     | 13     |
| 33     | 14     | 15     | 16     | 17     | 18     | 19     | 20     |
| 34     | 21     | 22     | 23     | 24     | 25     | 26     | 27     |
| 35     | 28     | 29     | 30     | 31     |        |        |        |

| September | September | September | September | September | September | September | September |
| Kw        | Mo        | Di        | Mi        | Do        | Fr        | Sa        | So        |
| --------- | --------- | --------- | --------- | --------- | --------- | --------- | --------- |
| 35        |           |           |           |           | 1         | 2         | 3         |
| 36        | 4         | 5         | 6         | 7         | 8         | 9         | 10        |
| 37        | 11        | 12        | 13        | 14        | 15        | 16        | 17        |
| 38        | 18        | 19        | 20        | 21        | 22        | 23        | 24        |
| 39        | 25        | 26        | 27        | 28        | 29        | 30        |           |

| Oktober | Oktober | Oktober | Oktober | Oktober | Oktober | Oktober | Oktober |
| Kw      | Mo      | Di      | Mi      | Do      | Fr      | Sa      | So      |
| ------- | ------- | ------- | ------- | ------- | ------- | ------- | ------- |
| 39      |         |         |         |         |         |         | 1       |
| 40      | 2       | 3       | 4       | 5       | 6       | 7       | 8       |
| 41      | 9       | 10      | 11      | 12      | 13      | 14      | 15      |
| 42      | 16      | 17      | 18      | 19      | 20      | 21      | 22      |
| 43      | 23      | 24      | 25      | 26      | 27      | 28      | 29      |
| 44      | 30      | 31      |         |         |         |         |         |

| November | November | November | November | November | November | November | November |
| Kw       | Mo       | Di       | Mi       | Do       | Fr       | Sa       | So       |
| -------- | -------- | -------- | -------- | -------- | -------- | -------- | -------- |
| 44       |          |          | 1        | 2        | 3        | 4        | 5        |
| 45       | 6        | 7        | 8        | 9        | 10       | 11       | 12       |
| 46       | 13       | 14       | 15       | 16       | 17       | 18       | 19       |
| 47       | 20       | 21       | 22       | 23       | 24       | 25       | 26       |
| 48       | 27       | 28       | 29       | 30       |          |          |          |

| Dezember | Dezember | Dezember | Dezember | Dezember | Dezember | Dezember | Dezember |
| Kw       | Mo       | Di       | Mi       | Do       | Fr       | Sa       | So       |
| -------- | -------- | -------- | -------- | -------- | -------- | -------- | -------- |
| 48       |          |          |          |          | 1        | 2        | 3        |
| 49       | 4        | 5        | 6        | 7        | 8        | 9        | 10       |
| 50       | 11       | 12       | 13       | 14       | 15       | 16       | 17       |
| 51       | 18       | 19       | 20       | 21       | 22       | 23       | 24       |
| 52       | 25       | 26       | 27       | 28       | 29       | 30       | 31       |

| Januar | Januar | Januar | Januar | Januar | Januar | Januar | Januar |
| Kw     | Mo     | Di     | Mi     | Do     | Fr     | Sa     | So     |
| ------ | ------ | ------ | ------ | ------ | ------ | ------ | ------ |
| 52     |        |        |        |        |        |        | 1      |
| 1      | 2      | 3      | 4      | 5      | 6      | 7      | 8      |
| 2      | 9      | 10     | 11     | 12     | 13     | 14     | 15     |
| 3      | 16     | 17     | 18     | 19     | 20     | 21     | 22     |
| 4      | 23     | 24     | 25     | 26     | 27     | 28     | 29     |
| 5      | 30     | 31     |        |        |        |        |        |

| Februar | Februar | Februar | Februar | Februar | Februar | Februar | Februar |
| Kw      | Mo      | Di      | Mi      | Do      | Fr      | Sa      | So      |
| ------- | ------- | ------- | ------- | ------- | ------- | ------- | ------- |
| 5       |         |         | 1       | 2       | 3       | 4       | 5       |
| 6       | 6       | 7       | 8       | 9       | 10      | 11      | 12      |
| 7       | 13      | 14      | 15      | 16      | 17      | 18      | 19      |
| 8       | 20      | 21      | 22      | 23      | 24      | 25      | 26      |
| 9       | 27      | 28      |         |         |         |         |         |

| März | März | März | März | März | März | März | März |
| Kw   | Mo   | Di   | Mi   | Do   | Fr   | Sa   | So   |
| ---- | ---- | ---- | ---- | ---- | ---- | ---- | ---- |
| 9    |      |      | 1    | 2    | 3    | 4    | 5    |
| 10   | 6    | 7    | 8    | 9    | 10   | 11   | 12   |
| 11   | 13   | 14   | 15   | 16   | 17   | 18   | 19   |
| 12   | 20   | 21   | 22   | 23   | 24   | 25   | 26   |
| 13   | 27   | 28   | 29   | 30   | 31   |      |      |

| April | April | April | April | April | April | April | April |
| Kw    | Mo    | Di    | Mi    | Do    | Fr    | Sa    | So    |
| ----- | ----- | ----- | ----- | ----- | ----- | ----- | ----- |
| 13    |       |       |       |       |       | 1     | 2     |
| 14    | 3     | 4     | 5     | 6     | 7     | 8     | 9     |
| 15    | 10    | 11    | 12    | 13    | 14    | 15    | 16    |
| 16    | 17    | 18    | 19    | 20    | 21    | 22    | 23    |
| 17    | 24    | 25    | 26    | 27    | 28    | 29    | 30    |

| Mai | Mai | Mai | Mai | Mai | Mai | Mai | Mai |
| Kw  | Mo  | Di  | Mi  | Do  | Fr  | Sa  | So  |
| --- | --- | --- | --- | --- | --- | --- | --- |
| 18  | 1   | 2   | 3   | 4   | 5   | 6   | 7   |
| 19  | 8   | 9   | 10  | 11  | 12  | 13  | 14  |
| 20  | 15  | 16  | 17  | 18  | 19  | 20  | 21  |
| 21  | 22  | 23  | 24  | 25  | 26  | 27  | 28  |
| 22  | 29  | 30  | 31  |     |     |     |     |

| Juni | Juni | Juni | Juni | Juni | Juni | Juni | Juni |
| Kw   | Mo   | Di   | Mi   | Do   | Fr   | Sa   | So   |
| ---- | ---- | ---- | ---- | ---- | ---- | ---- | ---- |
| 22   |      |      |      | 1    | 2    | 3    | 4    |
| 23   | 5    | 6    | 7    | 8    | 9    | 10   | 11   |
| 24   | 12   | 13   | 14   | 15   | 16   | 17   | 18   |
| 25   | 19   | 20   | 21   | 22   | 23   | 24   | 25   |
| 26   | 26   | 27   | 28   | 29   | 30   |      |      |

| Juli | Juli | Juli | Juli | Juli | Juli | Juli | Juli |
| Kw   | Mo   | Di   | Mi   | Do   | Fr   | Sa   | So   |
| ---- | ---- | ---- | ---- | ---- | ---- | ---- | ---- |
| 26   |      |      |      |      |      | 1    | 2    |
| 27   | 3    | 4    | 5    | 6    | 7    | 8    | 9    |
| 28   | 10   | 11   | 12   | 13   | 14   | 15   | 16   |
| 29   | 17   | 18   | 19   | 20   | 21   | 22   | 23   |
| 30   | 24   | 25   | 26   | 27   | 28   | 29   | 30   |
| 31   | 31   |      |      |      |      |      |      |

| August | August | August | August | August | August | August | August |
| Kw     | Mo     | Di     | Mi     | Do     | Fr     | Sa     | So     |
| ------ | ------ | ------ | ------ | ------ | ------ | ------ | ------ |
| 31     |        | 1      | 2      | 3      | 4      | 5      | 6      |
| 32     | 7      | 8      | 9      | 10     | 11     | 12     | 13     |
| 33     | 14     | 15     | 16     | 17     | 18     | 19     | 20     |
| 34     | 21     | 22     | 23     | 24     | 25     | 26     | 27     |
| 35     | 28     | 29     | 30     | 31     |        |        |        |

| September | September | September | September | September | September | September | September |
| Kw        | Mo        | Di        | Mi        | Do        | Fr        | Sa        | So        |
| --------- | --------- | --------- | --------- | --------- | --------- | --------- | --------- |
| 35        |           |           |           |           | 1         | 2         | 3         |
| 36        | 4         | 5         | 6         | 7         | 8         | 9         | 10        |
| 37        | 11        | 12        | 13        | 14        | 15        | 16        | 17        |
| 38        | 18        | 19        | 20        | 21        | 22        | 23        | 24        |
| 39        | 25        | 26        | 27        | 28        | 29        | 30        |           |

| Oktober | Oktober | Oktober | Oktober | Oktober | Oktober | Oktober | Oktober |
| Kw      | Mo      | Di      | Mi      | Do      | Fr      | Sa      | So      |
| ------- | ------- | ------- | ------- | ------- | ------- | ------- | ------- |
| 39      |         |         |         |         |         |         | 1       |
| 40      | 2       | 3       | 4       | 5       | 6       | 7       | 8       |
| 41      | 9       | 10      | 11      | 12      | 13      | 14      | 15      |
| 42      | 16      | 17      | 18      | 19      | 20      | 21      | 22      |
| 43      | 23      | 24      | 25      | 26      | 27      | 28      | 29      |
| 44      | 30      | 31      |         |         |         |         |         |

| November | November | November | November | November | November | November | November |
| Kw       | Mo       | Di       | Mi       | Do       | Fr       | Sa       | So       |
| -------- | -------- | -------- | -------- | -------- | -------- | -------- | -------- |
| 44       |          |          | 1        | 2        | 3        | 4        | 5        |
| 45       | 6        | 7        | 8        | 9        | 10       | 11       | 12       |
| 46       | 13       | 14       | 15       | 16       | 17       | 18       | 19       |
| 47       | 20       | 21       | 22       | 23       | 24       | 25       | 26       |
| 48       | 27       | 28       | 29       | 30       |          |          |          |

| Dezember | Dezember | Dezember | Dezember | Dezember | Dezember | Dezember | Dezember |
| Kw       | Mo       | Di       | Mi       | Do       | Fr       | Sa       | So       |
| -------- | -------- | -------- | -------- | -------- | -------- | -------- | -------- |
| 48       |          |          |          |          | 1        | 2        | 3        |
| 49       | 4        | 5        | 6        | 7        | 8        | 9        | 10       |
| 50       | 11       | 12       | 13       | 14       | 15       | 16       | 17       |
| 51       | 18       | 19       | 20       | 21       | 22       | 23       | 24       |
| 52       | 25       | 26       | 27       | 28       | 29       | 30       | 31       |

## Ereignisse

### Politik und Weltgeschehen

#### Europa
- 7. Januar: Die italienische Trikolore wird bei einem cispadanischen Kongress in Reggio nell’Emilia als nationales Symbol vorgeschlagen.

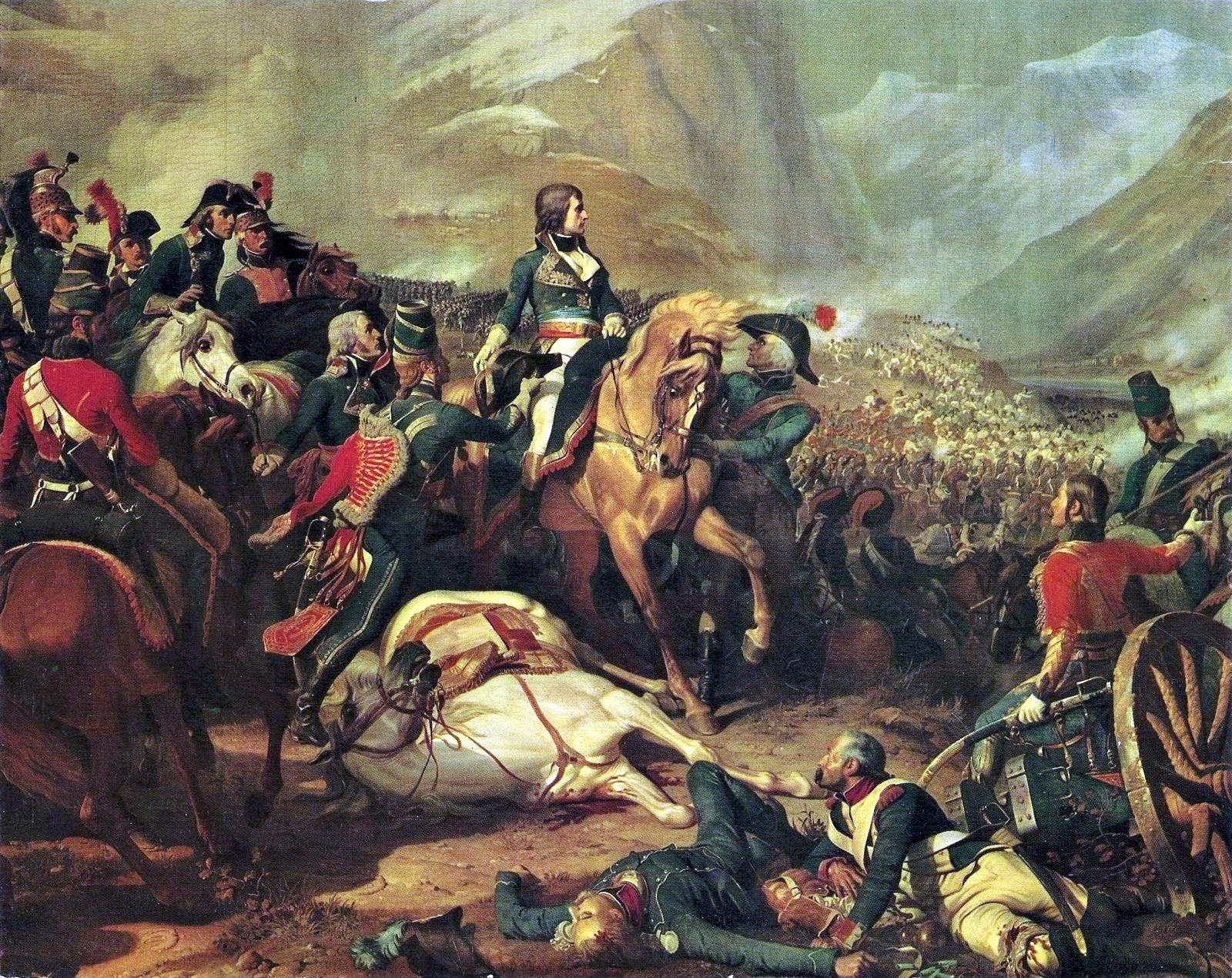
Napoleon in der Schlacht von Rivoli

- 14. Januar: In der Schlacht bei Rivoli setzen sich die französischen Truppen unter Napoleon Bonaparte gegen das zum Entsatz von Mantua angerückte österreichische Korps unter Joseph Alvinczy von Berberek durch. Die Belagerten kapitulieren deshalb später und für die Franzosen wird der Weg zum Anmarsch auf Wien frei.
- 2. Februar: In Mantua kapitulieren im Ersten Koalitionskrieg die eingeschlossenen österreichischen Truppen unter dem Befehl von Dagobert Sigmund von Wurmser gegenüber dem von Napoleon Bonaparte angeführten französischen Heer.
- 14. Februar: Großbritannien. Admiral Sir John Jervis und Kommodore Horatio Nelson besiegen in der Seeschlacht bei Kap St. Vincent die spanische Flotte.
- 19. Februar: Napoleon Bonaparte erzwingt mit seinen Truppen den Vertrag von Tolentino mit Papst Pius VI., was für den Kirchenstaat Gebietsabtretungen an Frankreich bedeutet.
- 22. Februar: Beim Ort Fishguard in Wales findet während des Ersten Koalitionskriegs die inzwischen letzte Invasion in Großbritannien statt. 1.400 auf vier Kriegsschiffen angelangte französische Soldaten laben sich aber an erbeutetem Alkohol und werden dadurch kampfunfähig.
- 10. März: Nach dem Italienfeldzug wendet sich Napoleon Bonaparte mit seinen Truppen dem Kriegsgegner Österreich im Ersten Koalitionskrieg zu und beginnt mit dem Einmarsch in feindliches Gebiet am Fluss Tagliamento.
- 7. April: Österreich schließt im Ersten Koalitionskrieg mit Napoleon Bonaparte nach dessen siegreichem Italienfeldzug in Leoben einen Waffenstillstand.
- 17. April: Beginn der Pasque Veronesi, sie wird am 25. April niedergeschlagen.
- 18. April: Der vereinbarte Vorfrieden von Leoben mit Frankreich beinhaltet den Verzicht Österreichs auf das Herzogtum Mailand, das in die neu entstehende Cisalpinische Republik integriert werden wird. Der erfolgreiche Italienfeldzug Napoleon Bonapartes wird endgültig mit dem Frieden von Campo Formio am 17. Oktober abgeschlossen.
- April/Mai: Meutereien von Spithead und Nore
- 12. Mai: Der letzte Doge von Venedig, Ludovico Manin, dankt ab und der Große Rat der Lagunenstadt hält seine letzte Sitzung ab. Am Festland vor der Stadt liegen die in die Republik Venedig eingedrungenen Truppen Napoleon Bonapartes. Die Ära der Serenissima neigt sich ihrem Ende zu, Venedig wird später im Frieden von Campo Formio österreichischer Besitz. Mit dem Ende der Republik Venedig und dem Beginn der französischen Herrschaft wird für Venedig der Jahresanfang am 1. Januar übernommen statt des Jahresanfangs am 1. März More Veneto.
- 27. Mai: In der Zeit der Französischen Revolution werden der Agitator François Noël Babeuf und der Revolutionär Augustin Alexandre Darthé in Vendôme hingerichtet. Ein neu gebildeter Gerichtshof hat beide Kritiker des Direktoriums am Tag zuvor der Verschwörung und Vorbereitung eines Aufstands für schuldig befunden und zum Tod verurteilt.
- 4. Juni: In Venedig wird nach dem Einzug französischer Revolutionstruppen das Libro d’Oro verbrannt. Dieses Goldene Buch behielt über Jahrhunderte hinweg die Teilnahme am „Großen Rat“ der Stadt den eingetragenen adligen Patriziergeschlechtern vor.

Variante der Flagge der Ligurischen Republik (1797)

- 14. Juni: In Genua wird unter französischem Druck die Ligurische Republik ausgerufen, welche die aristokratisch regierte Stadtrepublik ablöst.
- 29. Juni: Die Cisalpinische Republik in Norditalien wird von Napoleon Bonaparte proklamiert.
- 4. September: Der Staatsstreich des 18. Fructidor V beschert Frankreich eine radikale republikanische Regierung und ein neuerliches Klima von Terror.

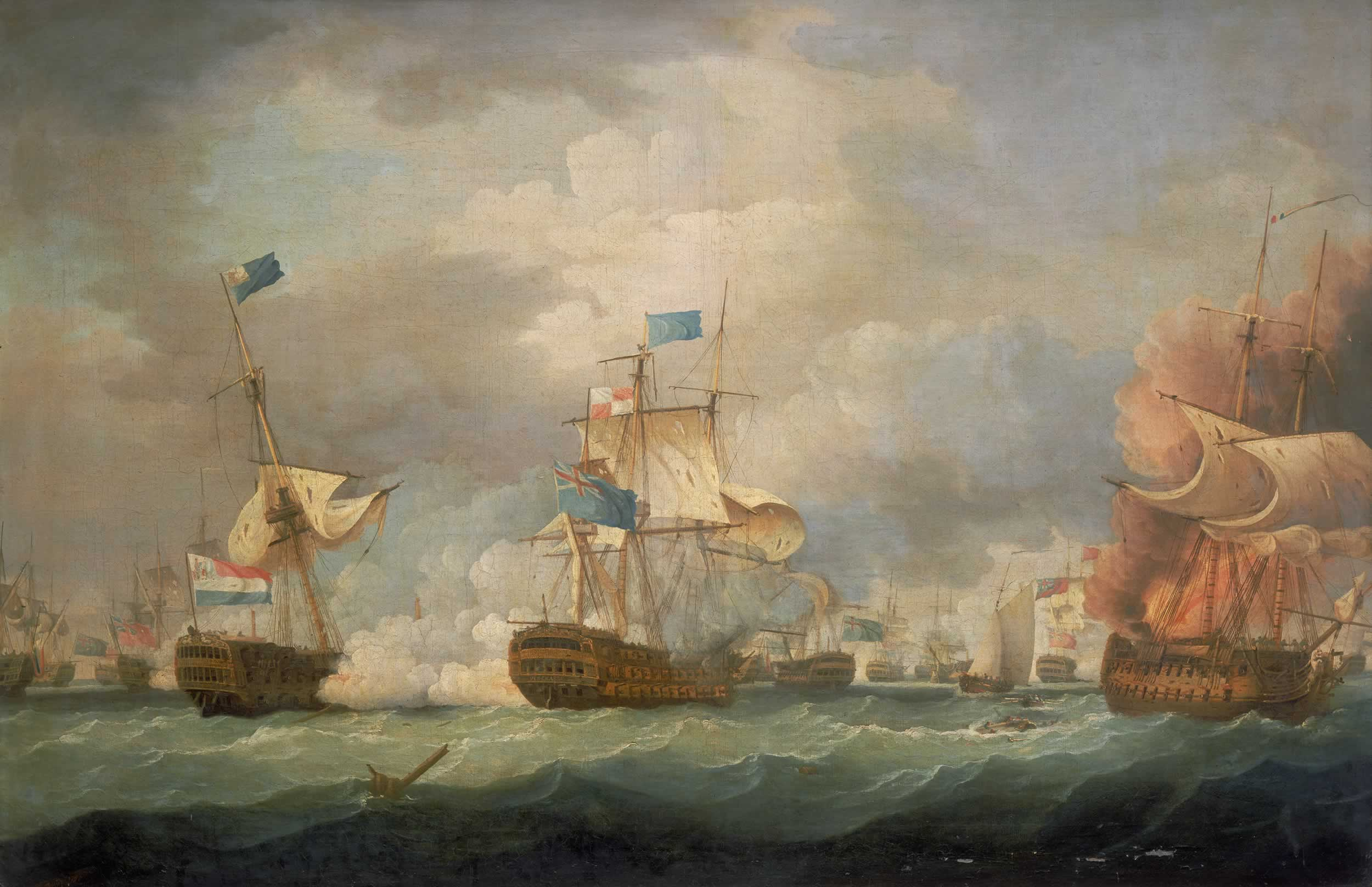
Seeschlacht bei Camperduin, Thomas Whitcombe, gemalt 1798

- 11. Oktober: Im Ersten Koalitionskrieg kommt es vor der niederländischen Küste zur Seeschlacht bei Camperduin. Ein niederländisches Geschwader von sechzehn Linienschiffen wird von einem etwa gleich großen britischen Schiffsverband besiegt. Französische Invasionspläne in England erhalten dadurch einen Dämpfer.
- 17. Oktober: Napoleon Bonaparte diktiert den Frieden von Campo Formio, womit der Erste Koalitionskrieg endet. Kaiser Franz II. Joseph akzeptiert – geheim gehalten – den Rhein als Frankreichs Ostgrenze und erhält Dalmatien.
- 4. November: Nach dem Frieden von Campo Formio gliedert Frankreich das überlassene Reichsgebiet am linken Rheinufer verwaltungsmäßig ein. Der Friede von Lunéville bestätigt später die Annexion.
- 16. November: Friedrich Wilhelm III. wird nach dem Tod seines Vaters König von Preußen.
- 19. November: Napoleon Bonaparte gründet die Anconesische Republik.

Karte von Anhalt vor der Zerbster Teilung

- 9. Dezember: Der Rastatter Kongress, auf dem die Beschlüsse des Friedens von Campo Formio in die Tat umgesetzt werden sollen, beginnt.
- 28. Dezember: In der Zerbster Teilung nach dem kinderlosen Tod von Fürst Friedrich August wird das Fürstentum Anhalt-Zerbst unter die drei noch existierenden Linien Anhalt-Dessau, Anhalt-Köthen und Anhalt-Bernburg aufgeteilt. Die Stadt Zerbst wird nach einem Losentscheid zusammen mit den nördlichen Teilen von Anhalt-Zerbst an das Fürstentum Anhalt-Dessau unter Fürst Leopold III. Friedrich Franz angegliedert. Der mittlere Teil um Roßlau kommt zum Fürstentum Anhalt-Köthen und die östlichen Ämter Coswig (Koswig) und Mühlingen zum Fürstentum Anhalt-Bernburg. Die Herrschaft Jever fällt an Russland.
- 30. Dezember: In Mainz rücken Truppen der französischen Republik ein.

#### Amerika / Karibik

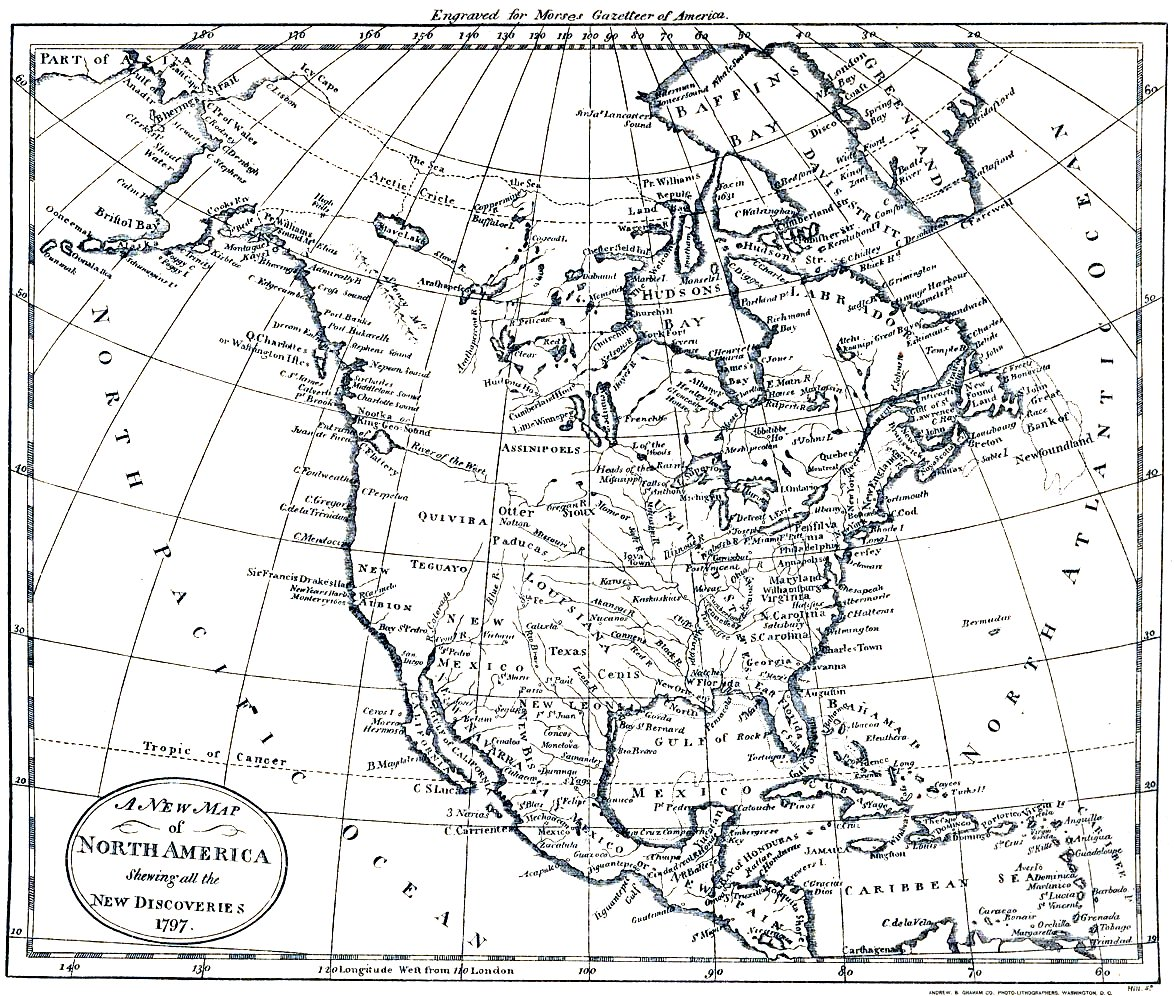
Nordamerika 1797

- 20. Februar: Großbritannien siedelt 2.248 überlebende „Schwarze Kariben“ von ihrem ursprünglichen Deportationsort, der St. Vincent nahegelegenen Karibikinsel Baliceaux auf die Insel Roatan vor der honduranischen Küste um.
- März: Die XYZ-Affäre beginnt, die zum Quasi-Krieg zwischen Frankreich und den USA führen wird.
- 4. März: Amtseinführung von John Adams als 2. US-Präsident. Er löst George Washington ab, der nach zwei Amtszeiten nicht mehr kandidierte.

#### Afrika
- Madagaskar: Antananarivo wird Hauptstadt des Merina-Stammes.
- Adandozan folgt seinem verstorbenen Vater Agonglo als König von Dahomey im heutigen Benin.

### Wirtschaft
- 26. Februar: Die Bank von England wird von ihrer Verpflichtung befreit, ihre Banknoten gegen Gold einzutauschen; Beginn der bank-restriction (bis 1821)
- 28. März: Der US-Amerikaner Nathaniel Briggs erhält das erste Patent auf eine Waschmaschine. Seine Erfindung ähnelt einem Waschbrett mit Kurbel.
- 21. Mai: In Frankreich werden alle umlaufenden Assignaten (Papiergeld der Französischen Revolution) für ungültig erklärt.
- 3. Oktober: Das erste deutsche Nordseebad entsteht auf Norderney.
- Die Calwer Zeughandlungskompagnie wird nach 147 Jahren aufgelöst.

### Wissenschaft und Technik
- 22. Oktober: André-Jacques Garnerin springt mittels Fallschirm aus einem Ballon über Paris ab. Seine Landung im Parc Monceau ist der erste Fallschirmsprung aus einem Ballon in Europa.
- 10. Dezember: Wilhelm Herschel entdeckt im Sternbild Drache die Galaxien NGC 4319 und NGC 4386.
- 12. Dezember: Wilhelm Herschel entdeckt im Sternbild Kleiner Bär die Galaxie NGC 6217.
- 20. Dezember: Wilhelm Herschel entdeckt im Sternbild Kleiner Bär die Galaxie NGC 5452.
- Richard Trevithick baut sein erstes Dampfwagenmodell
- Immanuel Kant: Die Metaphysik der Sitten, gegliedert in zwei Teile

1. Metaphysische Anfangsgründe der Rechtslehre
2. Metaphysische Anfangsgründe der Tugendlehre

- Immanuel Kant: Über ein vermeintes Recht, aus Menschenliebe zu lügen

### Kultur
- 13. März: Am Théâtre Feydeau in Paris wird die Opéra-comique Médée von Luigi Cherubini auf das Libretto von François-Benoît Hoffman uraufgeführt. Literarische Vorlage ist die Tragödie Medea von Euripides.
- 15. März: Uraufführung der Oper Ponce de Léon von Henri Montan Berton an der Opéra-Comique in Paris
- 20. April: In Paris wird die École spéciale de peinture, de sculpture et d’architecture, die spätere École des Beaux-Arts gegründet.
- 10. November: Uraufführung der Oper Le Dénouement inattendu von Henri Montan Berton an der Opéra-Comique in Paris
- 1797 gilt als das Balladenjahr der Klassik: Friedrich Schiller schreibt unter anderem Der Taucher, Der Handschuh, Die Kraniche des Ibykus, Der Ring des Polykrates und Der Gang nach dem Eisenhammer. Unter Goethes Feder entstehen Der Schatzgräber, Der Zauberlehrling, Die Braut von Korinth, Legende sowie zwischen dem 6. und 9. Juni Der Gott und die Bajadere.
- Józef Wybicki schreibt Mazurek Dąbrowskiego (Noch ist Polen nicht verloren), die heutige Nationalhymne Polens.

### Katastrophen
- 4. Februar, Quito/Ecuador. Ein schweres Erdbeben fordert ca. 40.000 Tote.
- Die Stadt Cumaná im heutigen Venezuela wird durch ein Erdbeben zerstört.

## Geboren

### Januar/Februar
- 02. Januar: Hugh S. Legaré, US-amerikanischer Politiker († 1843)
- 04. Januar: Wilhelm Beer, deutscher Bankier und Astronom († 1850)
- 05. Januar: Eduard Vogel von Falckenstein, preußischer General († 1885)
- 06. Januar: Edward Turner Bennett, englischer Zoologe und Schriftsteller († 1836)
- 07. Januar: Mariano Paredes y Arrillaga, mexikanischer Militär und interimistischer Präsident von Mexiko († 1849)
- 09. Januar: Ferdinand von Wrangel, russischer Marineoffizier und Geograph († 1870)

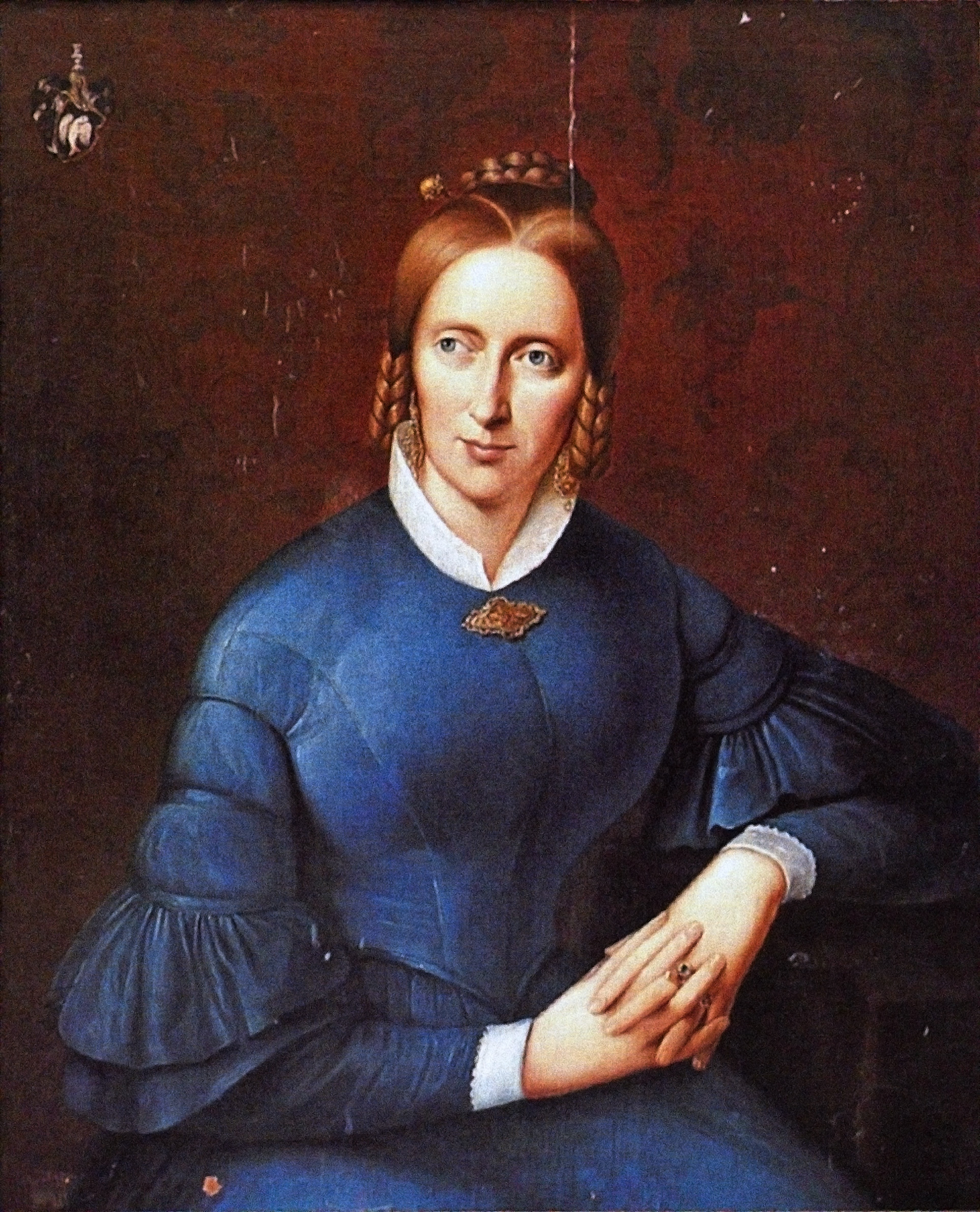
Annette von Droste-Hülshoff, 1838

- 10. Januar: Annette von Droste-Hülshoff, deutsche Schriftstellerin († 1848)
- 10. Januar: Karl August Koberstein, deutscher Literaturhistoriker († 1870)
- 11. Januar: Carl Rottmann, deutscher Landschaftsmaler († 1850)
- 12. Januar: George Evans, US-amerikanischer Politiker († 1867)
- 16. Januar: Richard Barnes Mason, amerikanischer Offizier und Militärgouverneur in Kalifornien († 1850)
- 22. Jänner: Maria Leopoldine von Österreich, Erzherzogin von Österreich, Königin von Portugal und Kaiserin von Brasilien († 1826)
- 23. Januar: Josef von Miller zu Aichholz, österreichischer Großindustrieller († 1871)
- 26. Januar: Therese von Jacob, deutsche Schriftstellerin, Volksliedforscherin und Slawistin († 1870)
- 27. Januar: Francesco Ambrosoli, italienischer Pädagoge, Philologe und Schriftsteller († 1868)
- 27. Januar: Narcisse Girard, französischer Dirigent († 1860)
- 30. Januar: Edwin Vose Sumner, US-amerikanischer Offizier († 1863)

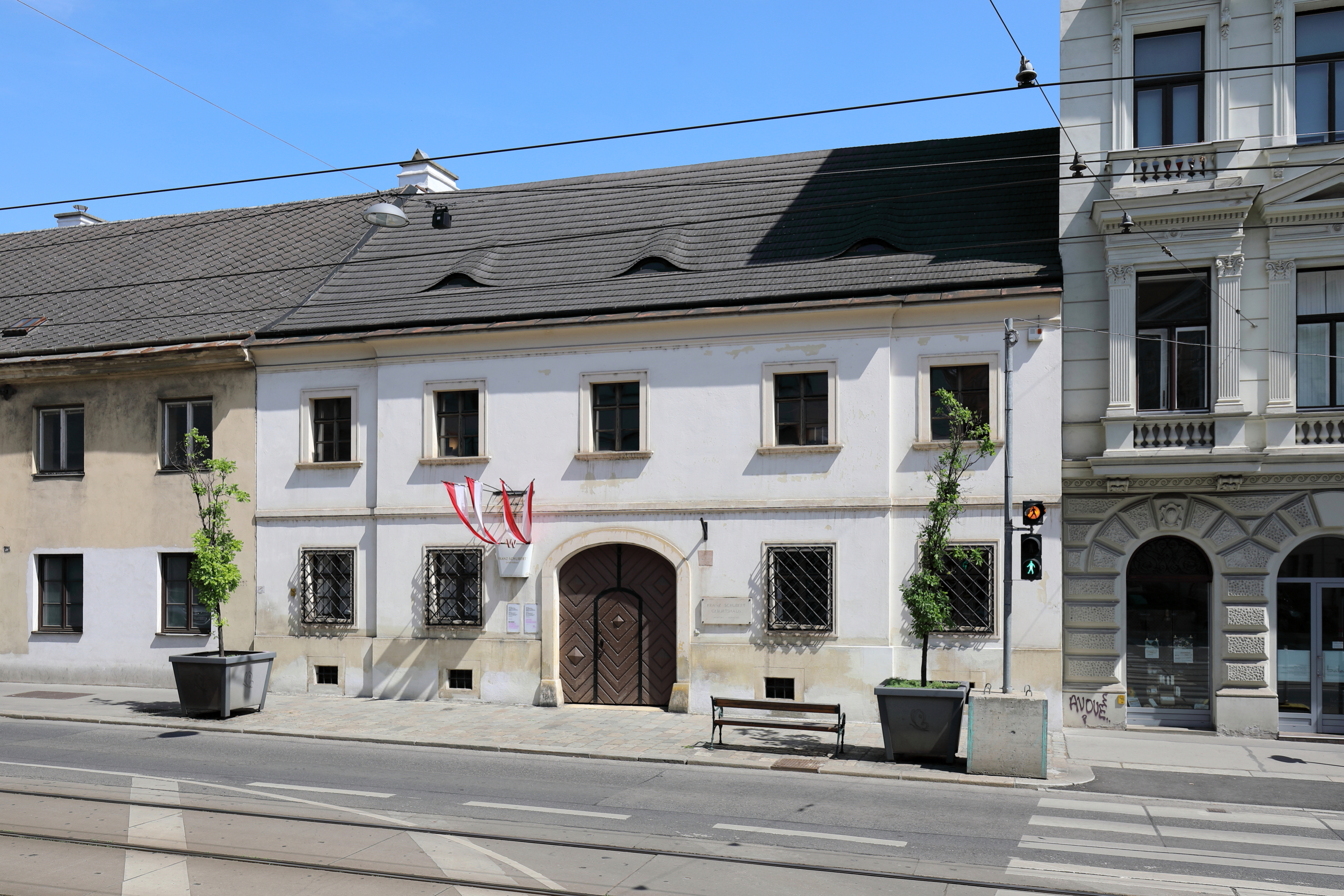
Schuberts Geburtshaus am Himmelpfortgrund bei Wien

- 31. Jänner: Franz Schubert, österreichischer Komponist († 1828)
- 01. Februar: Leopold Immanuel Rückert, protestantischer Theologe († 1871)
- 06. Februar: Joseph von Radowitz, preußischer General, Diplomat und Politiker († 1853)
- 11. Februar: Connop Thirlwall, britischer Geistlicher und Schriftsteller († 1875)
- 18. Februar: John Bell, US-amerikanischer Politiker und Kriegsminister († 1869)
- 18. Februar: Otto von der Groeben, preußischer Rittergutbesitzer und Politiker († 1856)
- 20. Februar: Johann Jakob Wolfensberger, Schweizer Maler († 1850)
- 22. Februar: Heinrich Steinweg, Klavierbauer († 1871)
- 25. Februar: Johann Wilhelm Neumann, deutscher Jurist, Kommunalpolitiker und Historiker († 1870)
- 27. Februar: Wilhelm Meinhold, deutscher Schriftsteller und Pfarrer († 1851)
- 28. Februar: John Henderson, US-amerikanischer Politiker († 1857)
- 28. Februar: Friedrich von Oranien-Nassau, Sohn von Wilhelm I. und Wilhelmine Luise von Preußen († 1881)

### März/April
- 01. März: Gerhardus Marthinus Maritz, burischer Unternehmer und Voortrekker-Anführer († 1838)
- 01. März: Lodewijk Gerard Visscher, niederländischer Literaturwissenschaftler und Historiker († 1859)
- 03. März: Gotthilf Hagen, deutscher Ingenieur († 1884)
- 04. März: Charles Jackson, US-amerikanischer Politiker († 1876)
- 06. März: Johann Heinssen, deutscher Orgelbauer († 1849)
- 08. März: Maximilien Simon, französischer Komponist und Staatsbediensteter († 1861)
- 10. März: George Julius Scrope, englischer Geologe († 1876)
- 14. März: Jacobus Ludovicus Conradus Schroeder van der Kolk, niederländischer Mediziner († 1862)
- 19. März: John Braithwaite, britischer Ingenieur und Erfinder des ersten dampfbetriebenen Feuerwehrfahrzeuges († 1870)
- 19. März: Wilhelm von Radziwill, preußischer General († 1870)
- 22. März: Ferdinand von Stelzhammer, österreichischer Jurist († 1858)

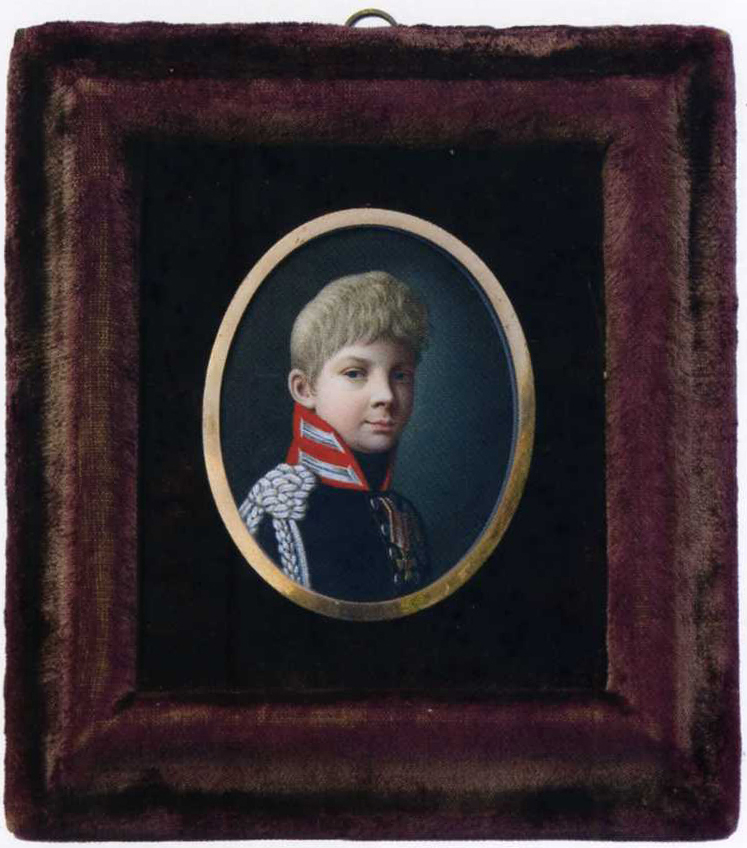
Wilhelm I. als Jugendlicher

- 22. März: Wilhelm I., König von Preußen und Deutscher Kaiser († 1888)
- 24. März: Franz Egon von Fürstenberg-Stammheim, Königlich preußischer Kammerherr und Förderer des Dombaus († 1859)
- 27. März: Heinrich LXXII., Fürst Reuß zu Lobenstein und Ebersdorf († 1853)
- 27. März: Alfred de Vigny, französischer Schriftsteller († 1863)
- 30. März: Heinrich Wilhelm Krausnick, deutscher Oberbürgermeister von Berlin († 1882)
- 02. April: Johann Siegmund Mann jr., Lübecker Kaufmann und Politiker († 1863)
- 02. April: Franz Emil Lorenz Wimpffen, Offizier und späterer Militärgouverneur von Triest († 1870)
- 03. April: Barthélemy Charles Joseph Dumortier, belgischer Botaniker († 1878)
- 05. April: Carl Devrient, deutscher Theaterschauspieler († 1872)
- 07. April: Louis Thomas Jerome Auzoux, französischer Modellbauer und Anatom († 1880)
- 09. April: Carl Heyer, forstlicher Praktiker, Lehrer und Wissenschaftler († 1856)
- 09. April: Per Ulrik Kernell, schwedischer Schriftsteller der Romantik († 1824)
- 16. April: Adolphe Thiers, französischer Staatsmann und Historiker († 1877)
- 20. April: Heinrich von Wittgenstein, deutscher Unternehmer und Politiker († 1869)
- 23. April: Ernst Ferdinand Oehme, Maler der deutschen Romantik († 1855)
- 23. April: Jean Léonard Marie Poiseuille, französischer Mediziner und Physiker († 1869)
- 27. April: Victor Audouin, französischer Naturforscher, Entomologe und Ornithologe († 1841)
- 27. April: Albert Friedrich Vitzthum von Eckstädt, sächsischer Kammerherr und Gutsbesitzer († 1860)
- 29. April: Petrus Johannes Izaak de Fremery, niederländischer Mediziner und Chemiker († 1855)

### Mai/Juni
- 02. Mai: Heinrich Anz, deutscher Beamter und Politiker († 1865)
- 02. Mai: Albert Dietrich Schadow, deutscher Baumeister und Architekt († 1869)
- 03. Mai: Heinrich Berghaus, deutscher Kartograph († 1884)
- 08. Mai: John Septimus Roe, erste Surveyor-General (ranghöchster staatlicher Landvermesser) von Western Australia († 1878)
- 12. Mai: Johann Hermann Kufferath, deutscher Komponist († 1864)
- 16. Mai: August Wissowa, deutscher Altphilologe und Pädagoge († 1868)
- 17. Mai: Mariane Bargiel, deutsche Pianistin, Sängerin und Klavierlehrerin († 1872)
- 18. Mai: Friedrich August II., König von Sachsen († 1854)
- 21. Mai: Gottlieb Wilhelm Bischoff, deutscher Botaniker und Hochschulprofessor († 1854)
- 24. Mai: Richard van Rees, niederländischer Mathematiker und Physiker († 1875)
- 25. Mai: Hippolyte Auger, französischer Romanschriftsteller und Theaterdichter († 1881)
- 30. Mai: Carl Friedrich Naumann, deutscher Geologe und Kristallograph († 1873)
- 30. Mai: Johann Christian Lobe, deutscher Komponist und Musiktheoretiker († 1881)
- 17. Juni: Alexandre Vinet, Schweizer Theologe und Literaturhistoriker († 1847)
- 18. Juni: Hamilton Hume, australischer Forschungsreisender († 1873)
- 19. Juni: Paul Julius Arter, schweizerischer Zeichner und Radierer († 1839)
- 20. Juni: Karolina Gerhardinger, Ordensschwester und Kongregationsgründerin († 1879)
- 25. Juni: Paul Wilhelm, württembergischer Herzog, Naturforscher und Entdecker († 1860)

### Juli/August
- 12. Juli: Adele Schopenhauer, deutsche Schriftstellerin († 1849)
- 15. Juli: Eduard Vieweg, deutscher Verleger († 1869)
- 16. Juli: Friedrich von Reventlou, schleswig-holsteinischer Staatsmann († 1874)
- 17. Juli: Paul Delaroche, französischer Maler († 1856)
- 17. Juli: Ehregott Grünler, deutscher Maler († 1881)
- 18. Juli: Eduard Harkort, deutscher Bergbauingenieur und Offizier († 1836)
- 20. Juli: Auguste Stourm, französischer Politiker, Generaldirektor der Post († 1865)
- 20. Juli: Paul Edmund de Strzelecki, polnischer Forscher und Entdeckungsreisender († 1873)
- 23. Juli: Charles Jules Labarte, französischer Kunsthistoriker († 1880)
- 28. Juli: Christian Ludvig Tillisch, dänischer Regierungsbeamter († 1844)
- 29. Juli: Daniel Drew, US-amerikanischer Geschäftsmann († 1879)
- 29. Juli: Pedro José Valenzuela Jáuregui, Staatschef in der Provinz Guatemala der Zentralamerikanischen Konföderation († 1865)
- 01. August: Franz Härter, elsässischer Pfarrer († 1874)
- 10. August: Lorenzo Arrazola García, spanischer Rechtswissenschaftler und Politiker († 1873)
- 10. August: Joseph Gerhard Zuccarini, deutscher Botaniker († 1848)
- 12. August: Manuel Aguilar Chacón, Präsident von Costa Rica († 1845)
- 15. August: Hans Ferdinand Maßmann, deutscher Pädagoge († 1874)
- 23. August: Adhémar Jean Claude Barré de Saint-Venant, französischer Mathematiker und Physiker († 1886)
- 28. August: Franz Duschek, Finanzminister während der ungarischen Revolution († 1873)
- 28. August: Karl Otfried Müller, deutscher Altphilologe und Archäologe († 1840)
- 30. August: Heinrich Marr, deutscher Schauspieler († 1871)

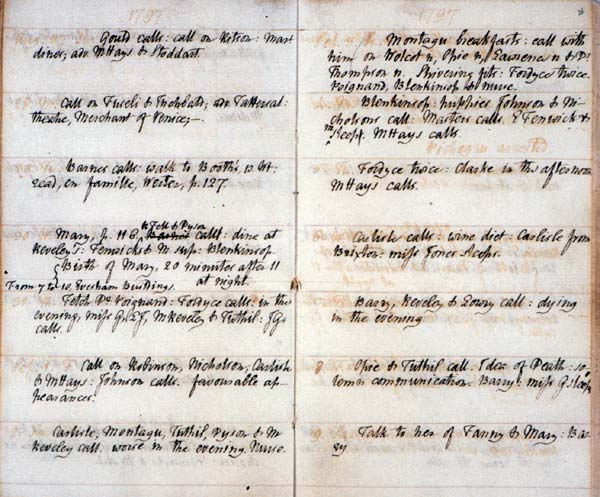
Seite aus William Godwins Tagebuch, in der die Geburt seiner Tochter Mary festgehalten ist

- 30. August: Mary Wollstonecraft Shelley, geb. Godwin englische Schriftstellerin († 1851)
- 31. August: Philipp Graf von Brunnow, russischer Diplomat († 1875)
- 31. August: Ramón Castilla, Staatspräsident von Peru († 1867)
- 31. August: James Ferguson, schottischer Ingenieur und Astronom († 1867)

### September/Oktober
- 10. September: Carl Gustav Mosander, schwedischer Chemiker und Chirurg († 1858)
- 10. September: Franz Krüger, deutscher Maler und Lithograph († 1857)
- 16. September: Anthony Panizzi, italienischer Bibliothekar († 1879)
- 17. September: Heinrich Kuhl, deutscher Zoologe († 1821)
- 19. September: Bernhard Sökeland, Philologe und Historiker († 1845)
- 27. September: Eduard von Höpfner, preußischer Generalmajor, Militärschriftsteller und Direktor der Allgemeinen Kriegsschule († 1858)
- 28. September: Friedrich Benjamin von Lütke, russischer Marineoffizier und Entdeckungsreisender († 1882)
- 29. September: Melchior Schlumpf, Schweizer Jesuit und Pädagoge († 1880)
- 03. Oktober: Leopold II., Großherzog der Toskana († 1870)
- 03. Oktober: Hopkins L. Turney, US-amerikanischer Politiker († 1857)
- 04. Oktober: Jeremias Gotthelf, Schweizer Schriftsteller († 1854)
- 05. Oktober: John Gardner Wilkinson, britischer Ägyptologe († 1875)
- 06. Oktober: Joseph Othmar von Rauscher, Erzbischof von Wien († 1875)
- 08. Oktober: Félix Neff, Schweizer evangelischer Wanderprediger († 1829)
- 09. Oktober: Philippe Suchard, Schweizer Schokoladenproduzent († 1884)
- 13. Oktober: George Anson, britischer General († 1857)
- 14. Oktober: Félix Duban, französischer Architekt († 1870)
- 14. Oktober: Ida Pfeiffer, österreichische Entdeckerin und Reiseschriftstellerin († 1858)
- 15. Oktober: Karl Wilhelm Ludwig Heyse, deutscher Altphilologe und Sprachwissenschaftler († 1855)
- 16. Oktober: Alfred von Auerswald, preußischer Generallandschaftsdirektor und Innenminister († 1870)
- 16. Oktober: James Brudenell, 7. Earl of Cardigan, britischer General im Krimkrieg († 1868)
- 20. Oktober: José Bernardo Escobar, Präsident von Guatemala († 1849)
- 22. Oktober: Jakob Adam, Schweizer Politiker und Jurist († 1865)
- 23. Oktober: Jan Jacob Rochussen, Gouverneur von Niederländisch-Indien († 1871)
- 26. Oktober: Giuditta Pasta, italienische Opernsängerin († 1865)
- 29. Oktober: Johann Baptist Bekk, badischer Jurist und Staatsmann († 1855)
- 30. Oktober: Henriette Alexandrine von Nassau-Weilburg, Ehefrau des Erzherzogs Karl von Österreich († 1829)

### November/Dezember
- 06. November: Gabriel Andral, französischer Mediziner († 1876)
- 14. November: Charles Lyell, britischer Geologe († 1875)
- 15. November: Leopold von Sonnleithner, österreichischer Jurist und bekannte Persönlichkeit der Wiener Musikszene († 1873)
- 29. November: Gaetano Donizetti, italienischer Komponist († 1848)
- 02. Dezember: Carl von Prittwitz, russischer General der Kavallerie († 1881)
- 02. Dezember: Hermine von Anhalt-Bernburg-Schaumburg-Hoym, Erzherzogin von Österreich († 1817)
- 05. Dezember: Ludwig Franz von Breitenbauch, preußischer Kammerherr, Landrat und Landtagsabgeordneter († 1881)
- 08. Dezember: Bertram Pfeiffer, deutscher Politiker († 1872)
- 12. Dezember: Lucy Anderson, englische Pianistin († 1878)

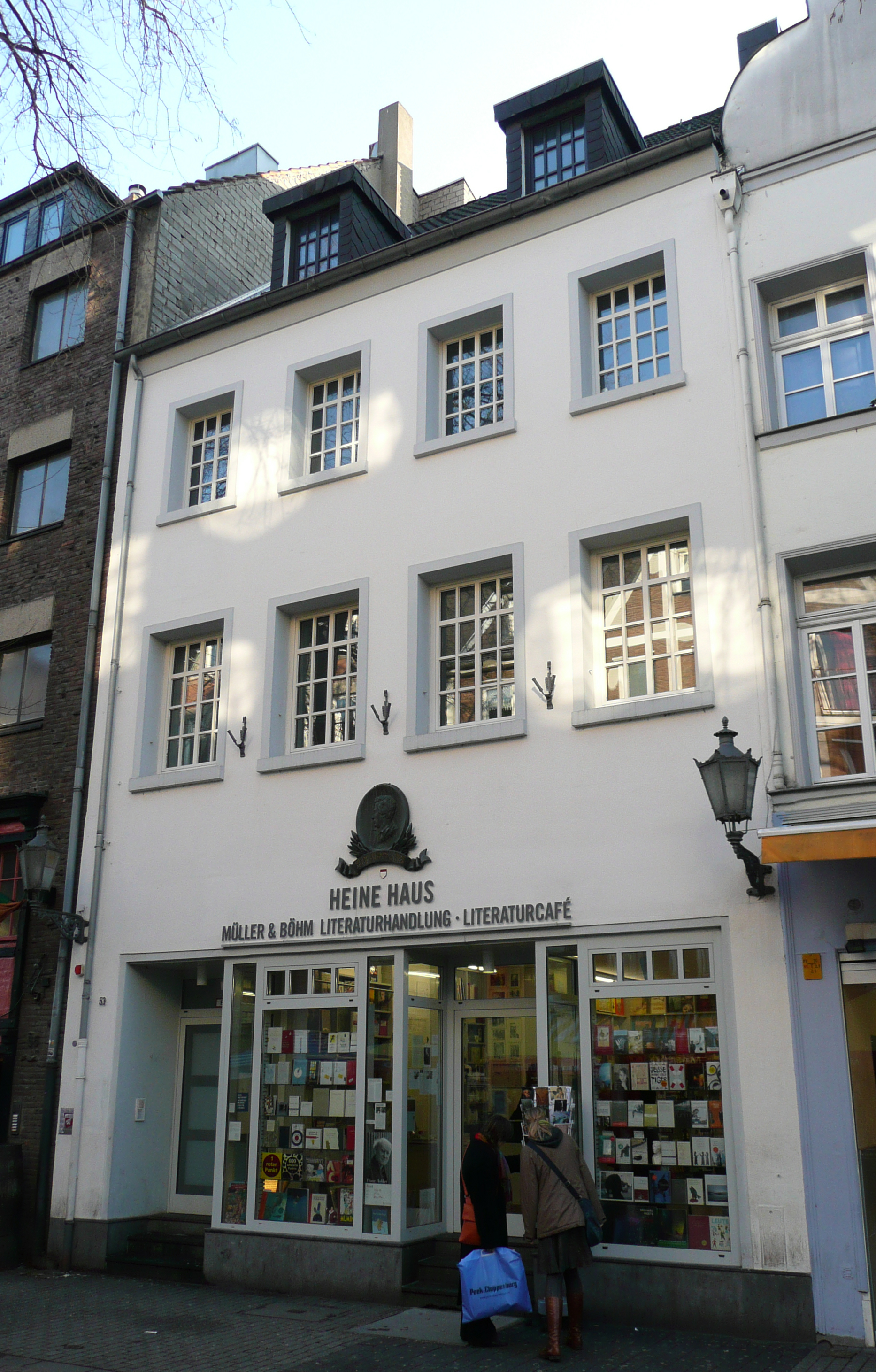
Das Heine Haus in der Bolkerstraße in Düsseldorf

- 13. Dezember: Heinrich Heine, deutscher Dichter und Journalist († 1856)
- 15. Dezember: Johann Konrad Irmischer, deutscher evangelischer Theologe und Bibliothekar († 1857)
- 17. Dezember: Joseph Henry, US-amerikanischer Wissenschaftler und Professor († 1878)
- 23. Dezember: Adrien Henri Laurent de Jussieu, französischer Botaniker († 1853)
- 27. Dezember: Manuela Sáenz, südamerikanische Freiheitskämpferin († 1856)
- 29. Dezember: Simon Leborne, französischer Komponist und Musikpädagoge († 1866)

### Genaues Geburtsdatum unbekannt
- William Bridges Adams, britischer Publizist, Eisenbahnkonstrukteur und Unternehmer († 1872)
- Joseph-Alphonse Adhémar, französischer Mathematiker († 1862)
- Gustaf Andersson, schwedischer Orgelbauer und Musiker († 1872)
- Mangas Coloradas, Häuptling der Mimbreno-Apachen († 1863)
- Hiroshige, japanischer Farbholzschnitt-Künstler († 1858)
- Toussaint Poisson, französischer Komponist und Musikpädagoge († 1861)
- Charlotte Sager, deutsche Wachsbildnerin († 1872)

## Gestorben

### Erstes Quartal
- 07. Januar: Carl Anton von Barth, Bürgermeister von München und Landschaftskanzler (* 1758)
- 11. Januar: Francis Lightfoot Lee, Unterzeichner der Unabhängigkeitserklärung der USA (* 1734)
- 13. Januar: Elisabeth Christine von Braunschweig-Wolfenbüttel-Bevern, Ehefrau Friedrichs II. von Preußen (* 1715)
- 14. Januar: Johann Samuel Diterich, deutscher Kirchenlieddichter (* 1721)
- 15. Januar: Johan Magnus Lannerstjerna, schwedischer Schriftsteller und Librettist (* 1758)
- 21. Januar: Gerhard Julius Coners, deutscher evangelischer Theologe (* 1730)
- 25. Januar: Franz Anton Hillebrandt, österreichischer Architekt (* 1719)
- 30. Januar: Antoni Barceló, mallorquinischer Seefahrer und Korsar im Dienst der spanischen Krone (* 1717)
- 30. Januar: Johann Abraham Sixt, deutscher Komponist (* 1757)
- 01. Februar: James Duane, Delegierter des Staates New York im Kontinentalkongress (* 1733)
- 01. Februar: Hans Strøm, norwegischer Naturforscher (* 1726)
- 08. Februar: Johann Friedrich Doles, deutscher Komponist und Thomaskantor (* 1715)

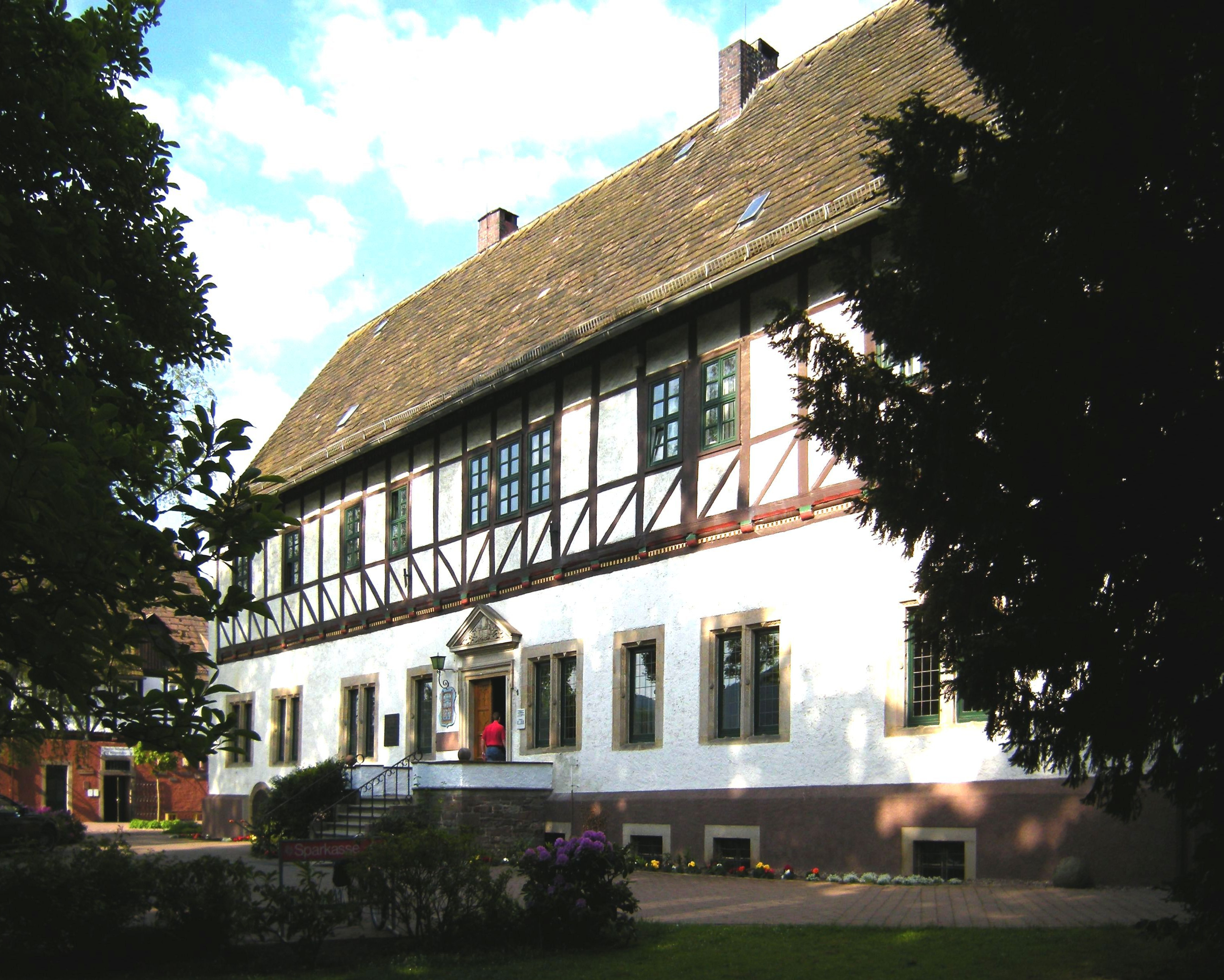
Das als Schloss Münchhausen bezeichnete Herrenhaus, in dem Hieronymus Münchhausen geboren wurde und in dem er verstarb

- 22. Februar: Hieronymus Carl Friedrich von Münchhausen, deutscher Adeliger und Geschichtenerzähler, (Lügenbaron) (* 1720)
- 23. Februar: Gustav Ludwig von der Marwitz, preußischer General (* 1730)
- 26. Februar: William Cadogan, englischer Arzt (* 1711)
- 01. März: Franz Xaver von Breuner, Fürstbischof von Lavant und Fürstbischof von Chiemsee (* 1723)
- 02. März: Horace Walpole, britischer Schriftsteller, Politiker und Künstler (* 1717)
- 03. März: Yves Joseph de Kerguelen de Trémarec, französischer Seefahrer und Entdecker (* 1734)
- 05. März: Ludwig von Angelelli de Malvezzi, preußischer Generalmajor (* 1716)
- 05. März: Johann Philipp Julius Rudolph, deutscher Mediziner und Hochschullehrer (* 1729)
- 09. März: Wassili Alexejewitsch Paschkewitsch, russischer Komponist (* um 1742)
- 09. März: Iwan Grigorjewitsch Tschernyschow, russischer Diplomat (* 1726)
- 13. März: Achatz Ferdinand von der Asseburg, deutscher Diplomat, ausländischer Hofbeamter (* 1721)
- 18. März: Friedrich Wilhelm Gotter, deutscher Schriftsteller (* 1746)
- 19. März: Philip Hayes, englischer Komponist (* 1738)
- 19. März: Sophie von Kühn, Verlobte Friedrich von Hardenbergs (Novalis) (* 1782)
- 23. März: Marcus Anton Wittola, österreichischer Theologe und Pfarrer (* 1736)
- 24. März: Joseph Höß, deutscher Orgelbauer (* 1745)
- 26. März: James Hutton, schottischer Naturforscher und Geologe (* 1726)
- 30. März: Franz Aumann, österreichischer Komponist (* 1728)
- 31. März: Benjamin von Amaudruz, preußischer Generalleutnant (* 1735)
- 31. März: Olaudah Equiano, nigerianischer Sklave und Schriftsteller (* 1745)

### Zweites Quartal
- 01. April: Johann Peter Snell, deutscher evangelischer Theologe (* 1720)
- 07. April: Henricus Johannes Arntzenius, niederländischer Rechtswissenschaftler (* 1734)
- 10. April: Joseph Canto d’Irles, österreichischer Feldmarschallleutnant schottischer Abstammung (* 1731)
- 12. April: Johann Georg Bach, Sohn von Johann Ernst Bach (* 1751)
- 13. April: Jakob von Bernuth, deutscher Beamter (* 1729)
- 15. April: Pedro Melo de Portugal y Villena, spanischer Offizier, Kolonialverwalter und Vizekönig des Río de la Plata (* 1733)
- 23. April: Giovanni Battista Andreoni, italienischer Opernsänger (* 1720)
- 27. April: Heinrich Ludwig, Fürst von Nassau-Saarbrücken (* 1768)
- 01. Mai: Franz Anton von Hartig, österreichischer Diplomat, Historiker, Dichter und Geograph (* 1758)
- 10. Mai: Heinrich XXVIII. Reuß zu Ebersdorf, wichtiges Mitglied der Herrnhuter Brüdergemeine (* 1726)
- 25. Mai: Andrew Elliot, letzter britischer Gouverneur der Provinz New York (* 1728)
- 27. Mai: Johann Friedrich Albinus, deutscher Beamter (* um 1748)
- 27. Mai: François Noël Babeuf, französischer Agitator und Journalist (* 1760)
- 27. Mai: Augustin Alexandre Darthé, französischer Revolutionär (* 1769)
- 29. Mai: Karl Joseph Bouginé, deutscher Theologe und Lehrer (* 1735)
- 01. Juni: Johann Friedrich Flattich, evangelischer Pfarrer und Erzieher (* 1713)
- 13. Juni: Christian Lofthuus, norwegischer Bauernführer (* 1750)
- 17. Juni: Aga Mohammed Khan, Schah von Persien (* 1742)
- 21. Juni: Andreas Peter von Bernstorff, Außenminister des Dänischen Gesamtstaates (* 1735)
- 22. Juni: Justus Christian Ludwig von Schellwitz, deutscher Rechtswissenschaftler (* 1735)
- 28. Juni: Bernhard Rode, deutscher Maler (* 1725)
- 30. Juni: Christian Frederik Hagerup, norwegischer Pfarrer (* 1731)

### Drittes Quartal
- 01. Juli: Johann Christian Wentzinger, Bildhauer, Maler und Architekt (* 1710)
- 08. Juli: François Louis de Bons, Schweizer evangelischer Geistlicher und Hochschullehrer (* 1723)
- 09. Juli: Edmund Burke, Schriftsteller, Staatsphilosoph und Politiker (* 1729)
- 24. Juli: Johann Jacobé, österreichischer Kupferstecher (* 1733)
- 03. August: Jeffrey Amherst, britischer General (* 1717)
- 06. August: Johann Matthias von Bernuth, deutscher Beamter (* 1716)
- 08. August: Genki, japanischer Maler (* 1747)
- 08. August: Franz Alexander von Kleist, Dichter (* 1769)
- 12. August: Gotthelf Greiner, deutscher Glasmacher und Begründer der Porzellanfabrikation in Thüringen (* 1732)
- 21. August: Benedict Stattler, deutscher katholischer Theologe, Pädagoge und Philosoph (* 1728)
- 22. August: Dagobert Sigmund von Wurmser, österreichischer Feldmarschall (* 1724)
- 25. August: Thomas Chittenden, US-amerikanischer Politiker, 1. Gouverneur von Vermont (* 1730)
- 25. August: Jean-Baptiste Louvet de Couvray, französischer Politiker (* 1760)
- 28. August: Joseph Wright of Derby, britischer Maler (* 1734)
- 10. September: Mary Wollstonecraft, englische Schriftstellerin und Frauenrechtlerin (* 1759)
- 13. September: Georg Franz Wiesner, deutscher katholischer Theologe und Hochschullehrer in Würzburg (* 1731)
- 14. September: Carl Wilhelm Wippermann, deutscher Jurist und Hochschullehrer (* 1730)
- 19. September: Lazare Hoche, französischer General der Revolutionszeit (* 1768)
- 22. September: Christiane Becker-Neumann, deutsche Schauspielerin (* 1778)
- 28. September: Samuel Luther von Geret, deutscher evangelischer Theologe, Jurist und Politiker (* 1730)
- 28. September: Gunning Bedford, US-amerikanischer Politiker (* 1742)
- 30. September: Friedrich Christoph Jonathan Fischer (* 1750), deutscher Historiker und Rechtswissenschaftler

### Viertes Quartal
- 10. Oktober: Carter Braxton, einer der Gründerväter der USA (* 1736)
- 15. Oktober: Bernd Jakob von Arnim, preußischer Beamter und Numismatiker (* 1719)
- 21. Oktober: Philipp August Kulenkamp, deutscher Jurist (* 1710)
- 29. Oktober: Christoph Ludwig Kämmerer, deutscher Naturforscher (* 1755)
- 14. November: Januarius Zick, deutscher Maler und Architekt des Barock (* 1730)
- 16. November: Johann August von Arnim, preußischer Landrat (* 1723)

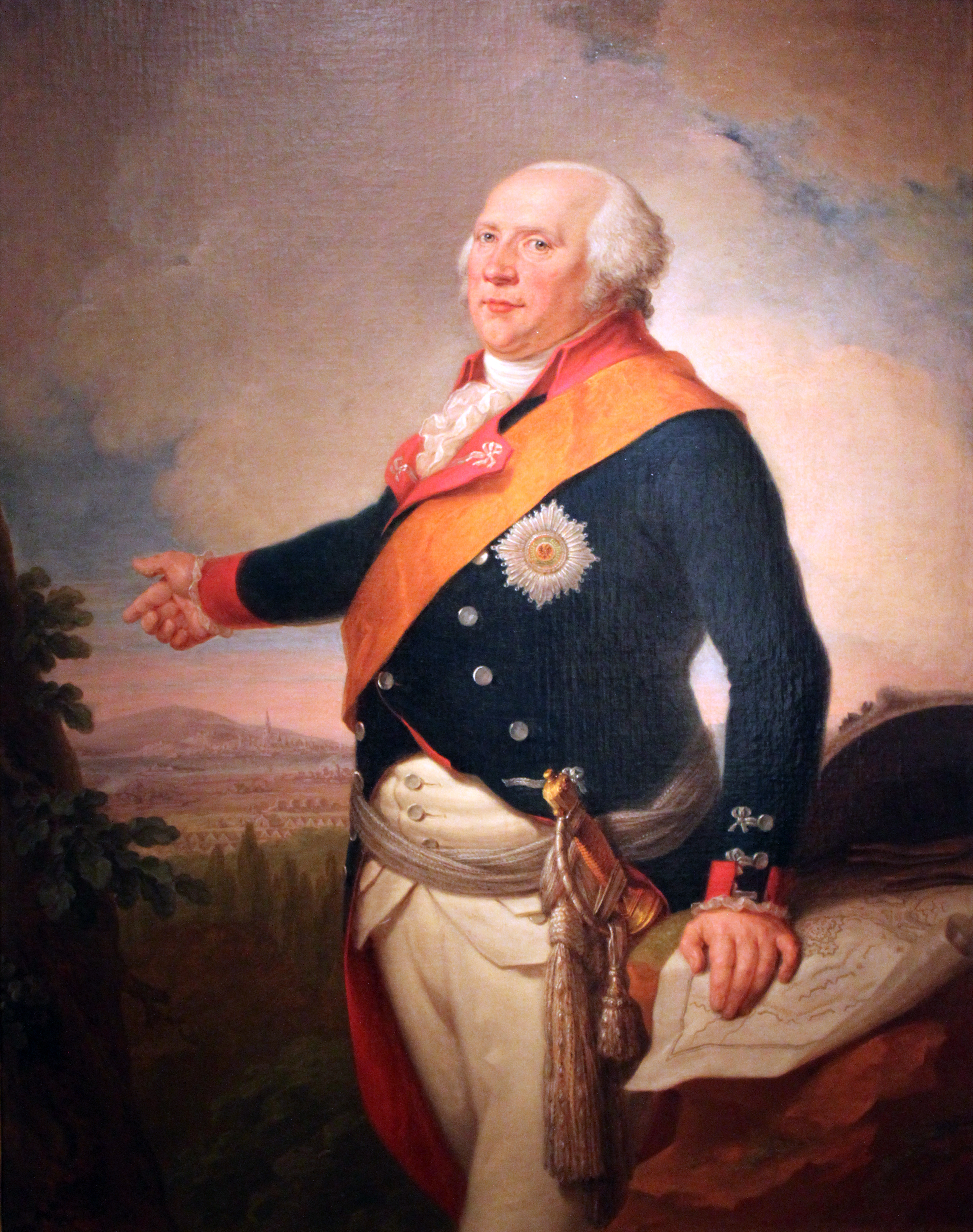
Friedrich Wilhelm II., Gemälde von Johann Christoph Frisch 1797

- 16. November: Friedrich Wilhelm II., preußischer König (* 1744)
- 26. November: Andrew Adams, amerikanischer Rechtsanwalt, Jurist und Politiker (* 1736)
- 26. November: Iwan Iwanowitsch Schuwalow, russischer Graf, Favorit der Kaiserin Elisabeth von Russland, Förderer der Aufklärung und Begründer der Universität in Moskau und der Petersburger Kunstakademie (* 1727)
- 27. November: Johann Baptist Wendling, deutscher Komponist und Flötist (* 1723)
- 27. November: Carl Christian Agthe, deutscher Komponist und Organist (* 1762)
- 01. Dezember: Oliver Wolcott, Delegierter von Connecticut im Kontinentalkongress (* 1726)
- 11. Dezember: Emanuel Witz, Schweizer Maler (* 1717)
- 12. Dezember: Friedrich Erdmann, Fürst zu Anhalt-Köthen-Pleß (* 1731)
- 13. Dezember: Louis Legendre, französischer Politiker (* 1752)
- 17. Dezember: Jean-Baptiste Annibal Aubert du Bayet, französischer Politiker und General (* 1757)
- 23. Dezember: Friedrich Eugen, württembergischer Herzog (* 1732)

### Genaues Todesdatum unbekannt
- Thomas Hayward, britischer Seemann auf der Bounty (* 1768)
- Juan Manuel Olivares, venezolanischer Komponist (* um 1760)